# Ribeira de Julião

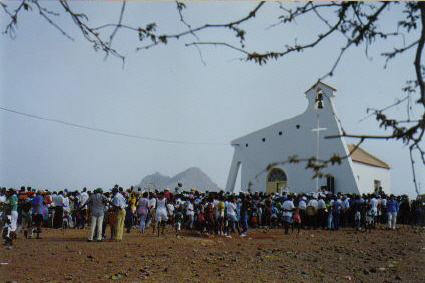
Colá Sonjon, na Rbera Jilion

Ribeira de Julião (em Crioulo cabo-verdiano, escrito em ALUPEC: Rbera d Jilion ou Rbera d Julion)  é uma zona e lugar da ilha de São Vicente, em Cabo Verde. Pertence à freguesia de Nossa Senhora da Luz e ao concelho de São Vicente. Situa-se pouco após a saída do Mindelo, ladeando a estrada que liga essa cidade à aldeia de Calhau. É uma zona que tem conhecido grande expansão nos últimos tempos, com várias construções sendo feitas na sua área, podendo vir a tornar-se futuramente num subúrbio do Mindelo. Nela se situa um campus da Universidade de Cabo Verde, a Escola do Mar, que por sinal é a entidade responsável pelo domínio .cv (de Cabo Verde) na Internet.
A Ribeira de Julião é famosa pelas festas de São João (Kolá Son Jon), quando grandes multidões convergem de toda a ilha para os festejos junto à igreja do lugar.
A zona de Ribeira de Julião é composta pelos seguintes lugares:
- Km 6
- Ribeira de Julião

| Ilha de São Vicente |
| --- |
| Zonas e Lugares Baía das Gatas \| Calhau \| Lameirão \| Lazareto \| Madeiral \| Mato Inglês \| Mindelo \| Praia do Norte \| Ribeira da Vinha \| Ribeira de Calhau \| Ribeira de Julião \| Salamansa \| São Pedro \| Seixal |
| Montanhas Fateixa \| Madeiral \| Monte Cara \| Monte Verde \| Tope de Caixa \| Topona |
| Ribeiras Ribeira de Julião |
| Outros Flamengos \| Fontainhas \| João Evora \| Palha Carga \| Pé de Verde \| Praia Grande \| Saragaça \| Viana |
| Cabo Verde \| Sotavento \| São Vicente |